# Яр (деревня, Удмуртия)
Яр — деревня в Ярском районе Удмуртии России, входит в состав Бармашурского сельского поселения.

## Население
| 2010 | 2012 |
| ---- | ---- |
| 116  | ↘91  |

## Улицы
| - ул. Молодёжная, - ул. Центральная, | - ул. Чепецкая, - ул. Ярская. |